# Roberto Innocenti
Roberto Innocenti (Bagno a Ripoli, 1940) es un ilustrador italiano de renombre internacional. De formación autodidacta, ha recibido numerosos premios y menciones a lo largo de su carrera entre los que destaca el Premio Hans Christian Andersen, conocido como el pequeño Premio Nobel de la Narrativa Infantil, que le fue concedido en 2008. Ha ilustrado textos de E. T. A. Hoffman, Charles Perrault, Oscar Wilde, Charles Dickens y Christophe Gallaz, entre otros grandes autores. Sus libros ilustrados se han publicado en lenguas tan diversas como el francés, alemákimro emxn, inglés, búlgaro, chino, portugués, español, catalán, holandés, finés, georgiano, coreano o japonés, lo que habla a las claras de lo universal de sus ilustraciones. El New York Times ha dicho de él que es "uno de los más grandes ilustradores de libros de niños del mundo". Vive y trabaja en Montespertoli, localidad cercana a Florencia.

## Reseña biográfica
Roberto Innocenti nació en 1940 en Bagno a Ripoli, en plena Segunda Guerra Mundial, hecho que se reflejará en su obra. "En los primeros cinco años, lo que hay es miedo y hambre, muchísima hambre", recordará el autor de sus primeras vivencias. A los 14 años, entró a trabajar en una fábrica de muebles. A los 18 años, emigró a Roma donde encontró trabajo en una tienda de artículos artísticos. Desde siempre le había gustado dibujar, pero fue entonces, en sus ratos de ocio, cuando comenzó a dibujar con verdadero interés. En los años 70 llegaron a Italia las ilustraciones de los grandes innovadores: Delessert, Sendak, Ungerer, etc., que impactaron enormemente sobre el joven Innocenti. Pero como por entonces las oportunidades de trabajar como ilustrador eran muy escasas, siguió haciendo un poco todo: animación, diseño gráfico, cartelismo. Algunos de los carteles turísticos que realizó para la Giunta Regionale Toscana se publicaron en el famoso Graphic Annual y sirvieron para suscitar el interés de John Alcorn, ilustrador americano que por entonces pasaba mucho tiempo en Italia y era muy conocido por haber realizado el cartel de la película Amarcord de Federico Fellini. Alcorn le ofreció colaborar en el periódico L´Espreso, lo que Innocenti aceptó ilusionado.
En 1979, con 39 años, el artista italiano ilustró su primer libro: 1905: Bagliori ad Oriente, de Olivo Nin, una relectura de la guerra ruso-japonesa. Sin embargo, puede decirse que su carrera como ilustrador de libros infantiles se inició a partir de su encuentro con el editor y gran ilustrador suizo Etienne Delessert (enlace roto disponible en Internet Archive; véase el historial, la primera versión y la última).. Delessert le había llamado para encargarle los dibujos de La Cenicienta (1983, 1.ª edición) para la colección Monsieurchat de Grasset, que él dirigía. En ese misma entrevista, de manera casual, el artista le enseñó a Delessert algunas de las ilustraciones de Rosa Blanca (1985), obra realizada en coautoría con Christoper Gallaz, que Innocenti había mostrado antes a numerosos editores italianos sin éxito alguno. Ambos libros se publicarán y darán un impulso definitivo a su carrera.
En 1985 colaboró para Time-Life en la serie libros maravillosos ilustrados, The Enchanted World. Nacen así Pinocchio (1988), Una Canción de Navidad (1990) y más tarde, El Cascanueces (1996).
Desde el comienzo de su obra, hay dos constantes en sus ilustraciones: su amor por la Historia y su respeto por el texto. Todos los cuentos ilustrados por Innocenti se sitúan en un marco histórico determinado, que el artista recrea con minuciosidad. "Siente un horror mayúsculo por el anacronismo tan caro a muchos ilustradores"(...) Permanecer fieles a un texto significa respetar el trabajo del escritor, comprender la historia y quererla contar", dice sobre estos aspectos la historiadora de arte, Mª José Ferrada. Por otro lado, sus ilustraciones pueden ser calificadas de realistas, casi fotográficas, pero, al mismo tiempo, su preciosismo en los detalles más mínimos lo entroncan con grandes pintores como [http://Breugel (enlace roto disponible en Internet Archive; véase el historial, la primera versión y la última). Breugel]. Innocenti no está relatando hechos, sino revelando sus significados simbólicos. En todas sus ilustraciones encontramos naturalismo, expresionismo y realismo mágico.
Otros títulos publicados por Innocenti de gran éxito internacional son: El último refugio, La historia de Erika y La casa.
En 2008 recibe la [http://Medalla%20Hans%20Christian%20Andersen (enlace roto disponible en Internet Archive; véase el historial, la primera versión y la última). Medalla Hans Christian Andersen] para Ilustración, premio que le es entregado por ser “un ilustrador magistral que aborda con intensidad géneros diversos. Sus relatos históricos de épocas de guerra, en especial el Holocausto, invitan a los jóvenes a reflexionar acerca de los graves problemas del mundo. Interpreta también clásicos de la literatura infantil desde un punto de vista completamente diferente. El poder narrativo de sus imágenes es impresionante” Innocenti es el segundo italiano en ganar el Andersen. El primero fue el escritor Gianni Rodari en 1970.
Las últimas obras que ha ilustrado son La isla del tesoro (no publicada en España) y La niña de rojo, una recreación del cuento de Caperucita ambientada en nuestra época, publicada por la editorial Kalandraka.

### Relación con Italia
La relación de Innocenti con su país siempre ha sido conflictiva. De hecho, con una sola excepción, todas sus obras se han publicado antes en el extranjero que en Italia. Dice el ilustrador al respecto: "La verdad es que hay muy pocos profesionales del gremio en Italia, la mayoría viejísimos. De mi generación, quedan verdaderamente pocos. De la anterior, ninguno. Italia es, desde la posguerra un país provinciano para los ilustradores y los narradores, con un mercado totalmente autárquico, que mira demasiado hacia el interior. La misma industria editorial está muy atrasada con respecto a Europa". Los derechos de sus obras están en el extranjero.

## Obras principales

### La Cenicienta
En La Cenicienta, Innocenti se permitió recrear el texto clásico de Perrault situando la historia en la ciudad de Londres de los años ’20. Como es habitual en él, la arquitectura, los objetos, el mobiliario, el vestuario de los personajes…, todo responde a un minucioso trabajo de documentación de época. Este cambio temporal y espacial en las ilustraciones de La Cenicienta sin duda modifica las formas habituales de leer el clásico de Perrault, a lo que se suma una infinidad de detalles algunos de ellos no exentos de humor, como por ejemplo, los rostros de los lacayos/lagartijas y del cochero/rata que trasladan a la bella al baile; la imagen poco agraciada del príncipe, que nos recuerda a personajes de la nobleza europea actuales y el triste final de la madrastra, ya anticipado en imágenes anteriores, donde la dama demostraba su afinidad a la bebida. La primera edición de esta obra en España fue realizada por la editorial Lumen en 2001 (actualmente está descatalogada).

### Rosa Blanca
Rosa Blanca es la obra más conocida y comentada de Innocenti. La narración gira en torno a una niña alemana que, por casualidad, conoce, el horror de los campos de concentración, e intenta ayudar a los niños que ve allí. En su valerosa ayuda, la niña encontrará la muerte. Pero eso no se muestra en las ilustraciones. Cuando el narrador relata la muerte de la niña sólo sabemos que “se movieron sombras entre los árboles. Eran soldados … De pronto, sonó un disparo” y nada más. Conociendo el argumento es fácil imaginar por qué fue rechazada por varios editores. La guerra ha sido siempre un tema tabú en la literatura infantil y más en los años 80 cuando apareció. Decía Innocenti a propósito del tema en una entrevista: "uno de los objetivos que yo buscaba con Rosa Blanca era alimentar las preguntas de los niños para que conocieran la Historia. En aquella época, había mucha gente de la generación del fascismo y de la Guerra que vivían todavía.
F.: Y los padres tenían miedo…
R. I.: Probablemente sí, porque en Italia se piensa que con los niños hay que ser buenos, dulces, simples. Sobre todo simples, porque, claro, los niños son poco inteligentes. Y eso es falso, porque los niños tienen la mente más libre de problemas que nosotros los adultos, y es por eso que están más atentos a rellenarla de toneladas de información antes de sentirse libres de afrontar nuestros problemas. Son idóneos para aprender. La infancia es la mejor edad para entenderlo todo".
Las ilustraciones responden al estilo realista de Innocenti, pintadas en colores ocres y grises que acentúan el carácter opresivo y dramático de las escenas.

### Las aventuras de Pinocho
En Las aventuras de Pinocho, Innocenti recrea la Toscana que conoció en su infancia, la Toscana de los años 50 que, según el autor, apenas había cambiado desde el siglo XIX en el que se escribió el cuento. La imagen del protagonista es respetuosa de la tradición y se remonta a la definida por Carlo Chiostri en la edición del libro en 1901. Estas vistas panorámicas habitadas por multitud de objetos y personajes inevitablemente nos remontan a Brueghel el Viejo (1525-1569). Especialmente el paisaje nevado a doble página en el que Pinocho es interceptado por el Zorro y el Gato.
La primera edición en España fue publicado por Ediciones Altea en 1988, con traducción de Augusto Martínez Torres.

### Canción de Navidad
Para hacer Canción de Navidad, Innocenti viajó a Londres a documentarse, pero ya nada quedaba del Londres de Dickens. El viaje le sirvió, al menos, para ver las recreaciones de Londres hechas por los por los ilustradores de la época. "Puesto que Canción de Navidad está basado en elementos fantásticos, Innocenti trató de crear un ambiente sugerente, donde fuera posible que se desenvolviera la historia, al tiempo que se convertía en el espacio adecuado donde materializar sus miedos infantiles".

### La historia de Erika
La historia de Erika se basa en la historia real de una mujer judía que, siendo un bebé, sobrevivió al Holocausto después de que su madre la arrojara desde la ventanilla del tren en el que se dirigían a un campo de coencentración. Una gentil la encuentra y la cuida como si fuera su propia hija. La historia es un homenaje al coraje individual de los ciudadanos. En un mundo pintado con grises, beises y marrones sólo estas personas valientes aparecen plasmadas con colores vivos.

## Recursos expresivos en las ilustraciones de Innocenti

### Distorsión
Utilizada de manera cinematográfica, le sirve para romper el espacio reducido y plano del libro confiriéndole profundidad e introduciendo al lector en el espacio descrito en las ilustraciones, ilustraciones que engrandece mediante perspectivas aéreas permitiendo un espacio más amplio y lleno con un gran número de personajes y situaciones.

### El uso de la luz
Sus luces son siempre internas. Provienen de lámparas, candelas, ventanas o de un sol casi siempre mediatizado por nubes.

## Visión de conjunto de su obra
Dice Mª José Ferrada sobre la obra de Innocenti: "al finalizar El último refugio ese al que llegan los personajes de los cuentos, buscando el sentido perdido; Las Aventuras de Pinocho, el niño de madera que deambula inocente y destructivo por el paisaje toscano, buscando qué otra cosa sino la propia infancia, o La niña de rojo, esa Caperucita que atraviesa los peligros de la selva de cemento, tampoco nosotros somos los mismos. Los clásicos tienen esa función: alumbrar espacios de nuestra humanidad, antes desconocidos. Y Roberto Innocenti, con su mirada centrada en el detalle, esa en la que lo pequeño habla para mostrarnos lo profundo, se ha convertido en uno".

## Exposiciones
- Las prisiones de la historia, a cargo de Paola Vassalli y Michèle Cocher, presentada en 1989 en el Salón del Libro de Burdeos.
- Dentro del detalle, a cargo de Hamelin, en el Palacio d´Accursio de Bolonia en 2006.
- Roberto Innocenti. La Toscana de Pinocchio (2005) a cargo de Andrea Rauch en Pistoia.
- Vaghe Isole, la exposición retrospectiva sobre su obra que le dedicó la galería especializada Tricromia de Roma.
- Casa del tempo, stampe de Roberto Innocenti. (2014) Palazzo Achilli en Pistoia.
- En el verano de 2014 ha expuesto su obra en el Musée Tomi Ungerer de Estrasburgo.

## Premios y reconocimientos
1985
- Manzana de Oro de la Bienal de Bratislava (BIB) por Rosa Blanca.
- Premio por la Paz “Gustav Heinemann”, concedido por el Estado de Essen por “Rosa Blanca”.
- Premio “Das Rote Tuch” del S.P.D. (Partido Socialdemócrata Alemán) Charlottenburg-Berlin por “Rosa Blanca”.

1986
- Premio Mildred L.Batchelder por “Rosa Blanca”.
- Medalla de Plata de la Sociedad de Ilustradores (Society of Illustrators) de Nueva York.

1988
- Medalla Kate Greennaway, Londres, por “Las aventuras de Pinocho” (Pinocchio's Adventures)
- Zilveren Penseel de la CPNB (Collectieve Propaganda van het Nederlandse Boek, Fundación para la Propaganda Colectiva del Libro Holandés) Amsterdam-Utrech por “The Avonturen van Pinokkio”. (El Pincel de Plata se entrega anualmente a los dos mejores libros publicados el año anterior en Holanda).

1990
- Stadt Ameln-Preis por el libro “Pinocchio Abenteurer”.
- Medalla Kate Greenaway, Londres por “A Christmas Carol”
- Tótem del Salón del Libro Juvenil de Montreal por “Chant de Noel”.

1991
- Mención de la Feria del Libro de Bolonia por “Canto di Natale”.
- Manzana de Oro de la Bienal de Bratislava por “A Cristmas Carol”.
- Premio concedido por “Giuria dei Ragazzi en el Salón del Libro de Ginebra por “Les Aventures de Pinocchio”.

1992
- Premio Andersen de la revista Andersen “Mejores Autores"
- Premio Nacional Alpi Apuane por el conjunto de su obra.

1999
- Premio Lucca Comics de Ilustración

2001
- Premio Andersen de la revista italiana Andersen por “Cenerentola libro dell´anno”.
- Premio Fiesole por la obra “Narratore Illustratore”.

2002
- Certificado de Excelencia concedido por el New York Times por el mejor libro ilustrado del año “The Last Resort”.
- Premio “Giotto Bambino” del Comune di Vicchio del Mugello por la literatura infantil.
- Premio “Liber” de la revista Liber por “L´ultima Spiaggia”.

2003
- Premio Andersen de la Revista Andersen como “Mejor Autor”.
- Mención de la Giuria dei Ragazzi en la Feria del Libro de Bolonia.
- Premio “Esselsohr-Oder Gestalterish” Charlottenburg-Berlin por “Erika Geshichte”.

2004
- 1º Premio al Mejor Libro Ilustrado para Niños del año de no ficción por Erika´s Story de la English Association.
- Premio “Das Rote Tuch” del S.P.D. al libro “Erika Geshichte” Charlottenburg-Berlin.
- Foreign Picture Boole de la Asociación de Librerías Escolares de Japón por “La historia de Erika”.

2008
- Premio “Hans Christian Andersen” de la IBBY en Copenhague por la contribución a las literatura infantil y juvenil.
- Fiorino de Oro de la ciudad de Florencia por el trabajo “Autore Illustratore”.

2010
- Premio Frigimelica Spilimbergo por el conjunto de su obra.

2011
- Premio “Lo Straniero” de la revista cultural “Lo Straniero” en S. Arcangelo de los Teatros de la Romaña.
- Fiorino d´Oro “Una vita premiata” concedida por el Ayuntamiento de Bagno a Ripoli.

2013
- XIV Premio Llibreter 2013 por el mejor álbum ilustrado por “La Caputxeta Vermella” de los Libreros Catalanes.
- Premio “Il Paese dei Balocchi” por la creatividad de la Asociación Pinocho de Carlo Lorenzini, Florencia.

2014
- Prix Sorciéres 2014 decernés por la Asociación de los Bibliotecarios de Francia y la Asociación de las Librerías Especializadas en Juvenil Categoría Álbumes por "La Petite Fille en rouge" - Aaron Frish y Roberto Innocenti- trad. Chaterine Gilbert Gallimard.

## Obra en castellano
- Gallaz, Christophe e Innocenti, Roberto (1987). Rosa Blanca. Salamanca: Lóguez Ediciones.
- Lewis, J. Patrick e Innocenti, Roberto (2003). El último refugio. México: Fondo de Cultura Económico.
- Collodi, Carlo e Innocenti, Roberto (2008). Las aventuras de Pinocho. Sevilla: Kalandraka.
- Lewis, J. Patrick e Innocenti, Roberto (2010). La casa. Sevilla: Kalandraka.
- Dickens, Charles e Innocenti, Roberto (2011). Canción de Navidad. Sevilla: Kalandraka.
- Frisch, Aaron y Innocenti, Roberto (2013). La niña de rojo. Sevilla: Kalandraka.